# Euptera elabontas
Euptera elabontas is een vlinder van de familie van de Nymphalidae, van de onderfamilie van de Limenitidinae. De wetenschappelijke naam van de soort is voor het eerst voorgesteld door William Chapman Hewitson in een publicatie uit 1871.

## Verspreiding en leefgebied
Deze vlinder komt voor in de bossen van Ivoorkust, Ghana, Togo, Benin, Nigeria, Kameroen, Equatoriaal Guinee (Bioko), Gabon, Centraal-Afrikaanse Republiek, Congo-Brazzaville, Congo-Kinshasa, Oeganda, Kenia, Tanzania en Zambia.

## Waardplanten
De rups leeft op soorten van de Sapotaceae waaronder Gambeya albida (G.Don) Aubrév. & Pellegr., Donella lanceolata (Blume) Aubrév., Englerophytum sp., Synsepalum dulcificum (Schumach. & Thonn.) Daniell, Synsepalum letouzeyi Aubrév., Synsepalum stipulatum (Radlk.) Engl. en Synsepalum revolutum (Baker) T.D.Penn..

## Ondersoorten
- Euptera elabontas elabontas (Hewitson, 1871) (Ivoorkust, Ghana, Togo, Benin, Nigeria, Kameroen, Gabon, Centraal-Afrikaanse Republiek, Congo-Brazzaville, Noord- en Midden-Congo-Kinshasa)
- Euptera elabontas mweruensis Neave, 1910 (Zuidoost-Congo-Kinshasa, Oeganda, West-Kenia, Noordwest-Tanzania, Zambia)
- Euptera elabontas canui Collins, 1995 (Bioko in Equatoriaal Guinee)